# Cláudio Lembo
Cláudio Salvador Lembo ComMM (São Paulo, 12 de outubro de 1934 – São Paulo, 19 de março de 2025) foi um professor, advogado, escritor e político brasileiro. Foi Governador do estado de São Paulo entre 31 de março de 2006 e 1 de janeiro de 2007. Formou-se em Ciências Jurídicas e Sociais pela Faculdade de Direito da Universidade de São Paulo e doutorou-se em Direito pela Faculdade de Direito da Universidade Presbiteriana Mackenzie.

## Biografia
Cláudio Lembo era bacharel em Ciências Jurídicas e Sociais pela Faculdade de Direito da Universidade de São Paulo (1958), doutor em Direito, pela Universidade Presbiteriana Mackenzie (1990, com tese sobre Participação Política no Direito Eleitoral). É professor titular de direito constitucional e direito processual civil da Faculdade de Direito da Universidade Presbiteriana Mackenzie desde 1975, tendo também chegado ao cargo de reitor na mesma universidade (1997-2002). Advogado desde 1959, publicou vários livros.
Entre 1962 e 1997 foi diretor do Banco Itaú para assuntos legislativos.
Exerceu os cargos de secretário municipal dos Negócios Extraordinários de São Paulo entre 1975 e 1979 (gestão Olavo Setúbal), secretário de Negócios Jurídicos da prefeitura de São Paulo entre 1986 e 1989 (gestão Jânio Quadros), secretário de Planejamento em 1993 também na prefeitura paulistana (gestão Paulo Maluf), além de ter exercido interinamente o cargo de prefeito algumas vezes, na condição de secretário dos Negócios Jurídicos entre 1986 e 1989.
Foi chefe de gabinete do ministro da Educação (1985-1986), Marco Maciel (PFL), ministro de Estado interino da Educação e assessor de Marco Maciel, quando este foi vice-presidente (1995-1997).

### Carreira política
Candidato a senador em 1978 (perdeu para Franco Montoro), candidato a vice-presidente da República em 1989 (na chapa de Aureliano Chaves) e candidato a vice-governador do estado de São Paulo em 2002, sendo eleito para o período 2003/2006, ao lado do governador Geraldo Alckmin.
Como vice-governador, foi admitido em 2005 pelo presidente Luiz Inácio Lula da Silva à Ordem do Mérito Militar no grau de Comendador especial.

### Governador de São Paulo

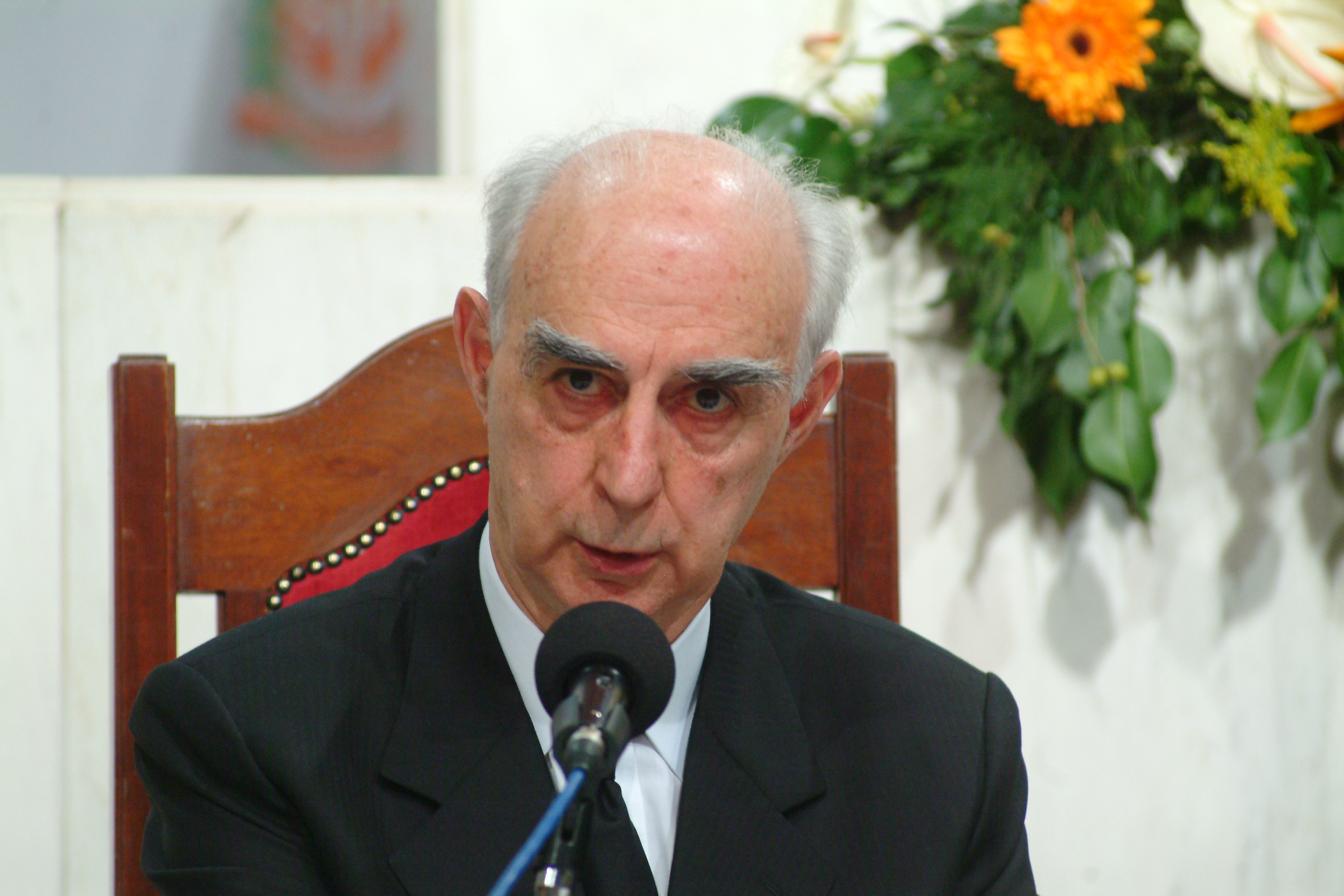
Posse de Lembo como governador

Filiado ao partido dos Democratas (DEM), ex-PFL, do qual era presidente estadual, assumiu o governo do estado de São Paulo em 31 de março de 2006, devido à renúncia do governador Geraldo Alckmin para concorrer à presidência da República. Lembo cumpriu o mandato até o dia 1 de janeiro de 2007, quando entregou o cargo ao governador eleito José Serra (PSDB). Em sua gestão, também se destacou o combate à onda de violência em São Paulo, onde ocorreram mais de 100 ataques criminosos em diversos locais da capital. Tais ataques fizeram o governador decretar toque de recolher e também decretou Estado de Emergência na Capital; a cidade teve que receber reforço de cerca de 1000 soldados da reserva da PMESP e de 800 homens da Força Nacional de Segurança.
Foi secretário municipal de Negócios Jurídicos de São Paulo (Gestão Kassab) entre 2008 e 2012 e atuou como Conselheiro da Fiesp a partir de 2007.

## Morte
Lembo morreu em 19 de março de 2025, aos 90 anos de idade. O governador de São Paulo Tarcísio de Freitas decretou luto oficial de 3 dias no estado por sua morte.